# Tsuyoshi Wada
Tsuyoshi Wada (jap. 和田 毅, Wada Tsuyoshi; * 21. Februar 1981 in Kōnan, Präfektur Aichi) ist ein japanischer Baseballspieler. Der linkshändige Pitcher spielt seit seinem Profidebüt 2003 für die Fukuoka SoftBank Hawks in der japanischen Pacific League. Mit der japanischen Nationalmannschaft gewann er 2006 den ersten World Baseball Classic, 2004 bei den Olympischen Sommerspielen die Bronzemedaille.
Wada wuchs ab seinem elften Lebensjahr in der Heimat seines Vaters in Izumo in der Präfektur Shimane auf und besuchte die präfekturbetriebene Hamada-Oberschule. In seinem zweiten Jahr qualifizierte sich die Mannschaft für den Sommer-Kōshien, schied aber in der ersten Runde gegen die Handelsoberschule Akita durch ein Sayonara-oshidashi, einen Walk-off Walk, Wadas aus. Beim Sommer-Kōshien in seinem Abschlussjahr 1998 erreichte die Hamada-Oberschule mit ihm das Viertelfinale und unterlag dort erst in der Verlängerung. Nach seinem Abschluss besuchte Wada die Waseda-Universität und spielte in der Liga der Sechs Universitäten von Tokio, wo er 2002 einen 25 Jahre alten Rekord für Strikeouts erneuerte.
Beim Draft 2002 kam Wada über das jiyū kakutoku waku seido (自由獲得枠制度), bei dem Spieler bis 2006 vor dem eigentlichen Draft unter Vertrag genommen werden konnten, zu den Fukuoka Daiei Hawks unter Manager Sadaharu Oh. Von Anfang an wurde er dort als Starter eingesetzt und wurde für seine gute Leistung im ersten Jahr (14–5, 3.38) 2003 als shinjin’ō, als Rookie des Jahres, der Pacific League ausgezeichnet. Trotz danach vorübergehend schwächeren Leistungen gehört er seitdem zur Stammrotation der Hawks, bereits 2005 und erneut 2009 eröffnete er als kaimaku-tōshu („Eröffnungspitcher“, normalerweise der beste Starter einer Mannschaft) die Saison für die Lions. 2003, 2004 und erneut 2010 nahm er an den All-Star-Game teil. Von einer Ellenbogenoperation 2007 erholte er sich schnell; 2009 musste er nach einer Entzündung am Ellenbogen in Behandlung und spielte seine bisher schwächste Saison. Im gleichen Jahr wurde er auch kurzfristig aus dem Nationalkader für den zweiten World Baseball Classic gestrichen. 2010, als die Hawks erstmals seit 2003 die Pacific League als Erste abschlossen, warf Wada mit einem ERA von 3.14 eine seiner besten Spielzeiten und führte gemeinsam mit Chihiro Kaneko die Liga mit 17 Wins an. Für die Saisonleistung wurde Wada als MVP der Pacific League ausgezeichnet.
Wada ist seit 2005 mit dem Model Kasumi Nakane verheiratet.